# Noegus argenteopunctatus
Noegus argenteopunctatus är en spindelart som beskrevs av Cândido Firmino de Mello-Leitão 1922. 
Noegus argenteopunctatus ingår i släktet Noegus och familjen hoppspindlar. Inga underarter finns listade i Catalogue of Life.